# Новое (Волоколамский район)
Но́вое — деревня в Волоколамском районе Московской области России.
Относится к Теряевскому сельскому поселению, до муниципальной реформы 2006 года относилась к Теряевскому сельскому округу. Население — 9 чел. (2010). Прежние названия — Начапино, Новлянское.

## География
Расположена примерно в 17 км к северо-востоку от города Волоколамска, в междуречье Большой Сестры и впадающего в неё Локнаша, на автодороге, соединяющей Р107 и Волоколамское шоссе. В деревне 4 улицы — Верхняя, Дорожная, Новая, Садовая и Придорожный переулок, зарегистрировано два садовых товарищества. Ближайшие населённые пункты — село Теряево и деревня Ожогино. Связана автобусным сообщением с райцентром.

## Население
| 1852 | 1859 | 1890 | 1899 | 1926 | 2002 |
| ---- | ---- | ---- | ---- | ---- | ---- |
| 188  | ↘161 | ↗252 | ↘180 | ↗216 | ↘12  |
| 2006 | 2010 |      |      |      |      |
| →12  | ↘9   |      |      |      |      |

## История
В «Списке населённых мест» 1862 года Сельцо-Новое — казённая деревня 1-го стана Клинского уезда Московской губернии по левую сторону Волоколамского тракта, в 25 верстах от уездного города, при реке Локноше, с 25 дворами и 161 жителем (79 мужчин, 82 женщины), являлась местом проведения ярмарок.
По данным на 1890 год сельцо Новое входило в состав Калеевской волости Клинского уезда, число душ составляло 252 человека.
В 1913 году — 35 дворов и посадочное заведение.
В 1917 году Калеевская волость была передана в Волоколамский уезд.
По материалам Всесоюзной переписи населения 1926 года Новое (Новлянское) — деревня Покровского сельсовета Калеевской волости Волоколамского уезда, проживало 216 жителей (90 мужчин, 126 женщин), насчитывалось 42 крестьянских хозяйства.
С 1929 года — населённый пункт в составе Волоколамского района Московской области.
В 1960-х годах у деревни была обнаружена одна из стоянок фатьяновцев, поселившихся в этой местности во 2-м тысячелетии до нашей эры.